# اس‌اس‌ال اینترنشنال
اس‌اس‌ال اینترنشنال (انگلیسی: SSL International) شرکت مراقبت سلامت بریتانیایی است، که در سال ۱۹۹۹ تأسیس شد.